# Rock of Gibraltar
Rock of Gibraltar – trzeci singel z albumu Nocturama zespołu Nick Cave and the Bad Seeds. 
Jest to bardzo ekskluzywne wydawnictwo, które zawiera oprócz utworu „Rock of Gibraltar”, także drugi utwór, nie zawarty na promowanym albumie, który nosi dokładnie taki sam tytuł jak płyta, to jest Nocturama. 
Singel został wydany tylko jako płyta winylowa 7".

## Spis utworów
1. „Rock of Gibraltar"
2. „Nocturama"

Producenci:  Nick Cave and the Bad Seeds i Nick Launay